# Sciurus aberti
La ardilla de Abert (Sciurus aberti) es una especie de roedor de la familia Sciuridae.

## Características
Es un animal pequeño, de unos 50 cm de longitud más una cola de la mitad de su cuerpo de larga. Su pelaje es gris con la panza blanca y en la espalda una banda rojiza. Las características más notable que lo diferencia de otras ardillas son los mechones de pelo en sus orejas, que sobresalen varios centímetros por encima de ellas. 

## Distribución geográfica
Habita en los árboles de las Montañas Rocosas, de donde es endémica, abundante en los estados de Arizona, Nuevo México y Colorado, pudiendo encontrarse hasta en las montañas del norte de México.

## Hábitat
Esta especie está muy relacionada con los bosques de coníferas fríos y secos del interior en la montaña, entre 1.600 y 2.600 m s. n. m. Suele preferir para vivir, alimentarse y hacer sus nidos en su interior los árboles de roble azul, enebros, pinos comunes y, sobre todo, pinos ponderosa, alimentándose de sus semillas y otras cosas que encuentra por el bosque.